# Girecourt-sur-Durbion
Girecourt-sur-Durbion ([ʒiʁˌkuʁ syʁ dyʁˈbjɔ̃] ) ist eine französische Gemeinde mit 353 Einwohnern (Stand: 1. Januar 2022) im Département Vosges in der Region Grand Est (bis 2015 Lothringen).  Sie gehört zum Arrondissement Saint-Dié-des-Vosges (bis 2024 Épinal) und ist Mitglied im Gemeindeverband Communauté de communes Bruyères-Vallons des Vosges. Die Bewohner werden Goëricurtiens und Goëricurtiennes genannt.

## Geografie
Die Gemeinde Girecourt-sur-Durbion liegt am Fluss Durbion, etwa 17 Kilometer nordöstlich von Épinal. Durch die Gemeinde führt die RN 420. Umgeben wird Girecourt-sur-Durbion von den Nachbargemeinden Destord im Nordosten, Gugnécourt im Osten, Méménil und Fontenay im Süden, Aydoilles im Südwesten, Dompierre im Westen sowie Padoux im Nordwesten.

## Bevölkerungsentwicklung
| Jahr                       | 1962 | 1968 | 1975 | 1982 | 1990 | 1999 | 2006 | 2013 | 2021 |
| -------------------------- | ---- | ---- | ---- | ---- | ---- | ---- | ---- | ---- | ---- |
| Einwohner                  | 239  | 215  | 235  | 254  | 272  | 306  | 304  | 337  | 255  |
| Quellen: Cassini und INSEE |      |      |      |      |      |      |      |      |      |

## Sehenswürdigkeiten
- Schloss (Château de Girecourt)
- Kirche St. Bartholomäus (Saint-Barthélemy)
- Wasserturm

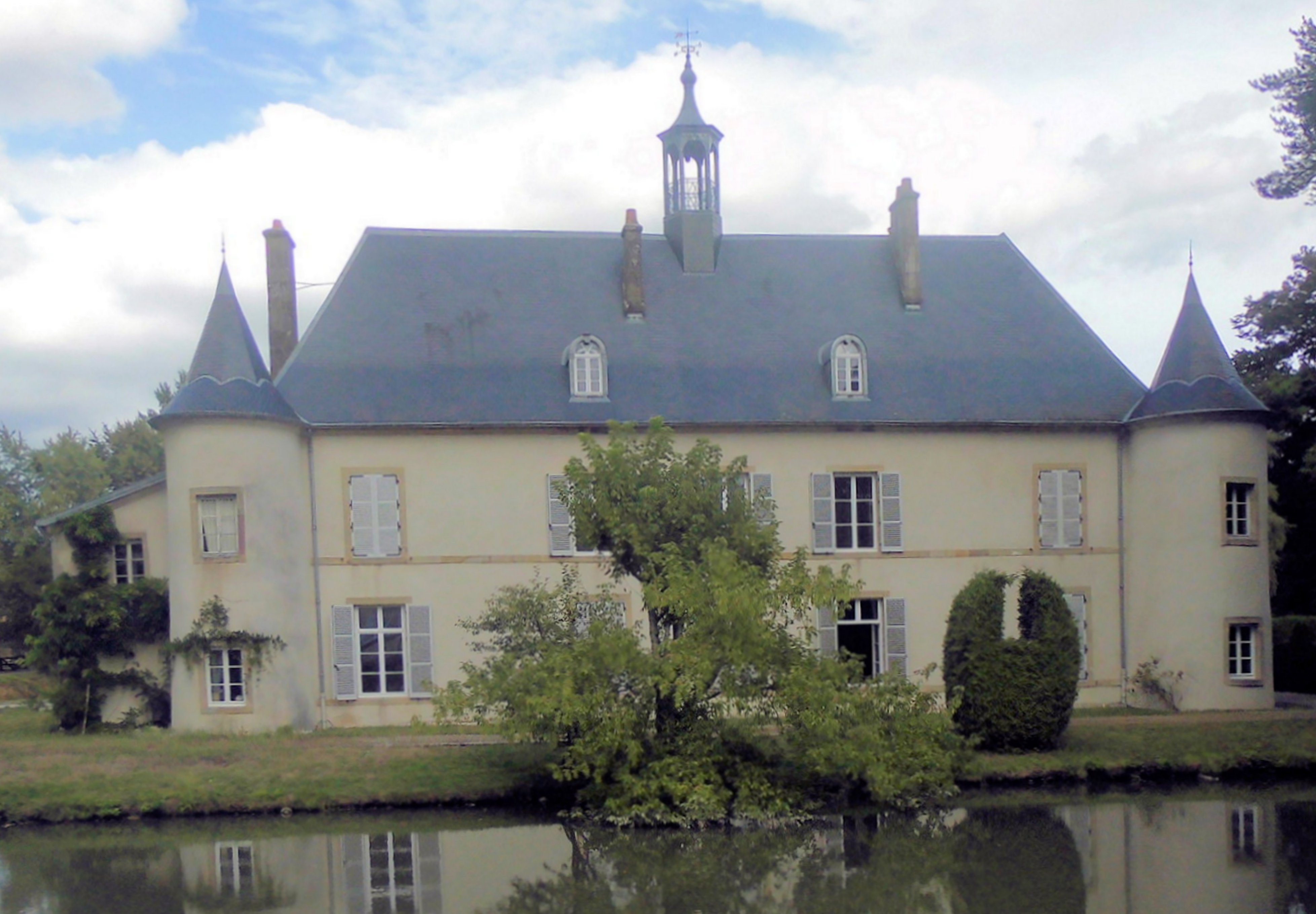
Schloss
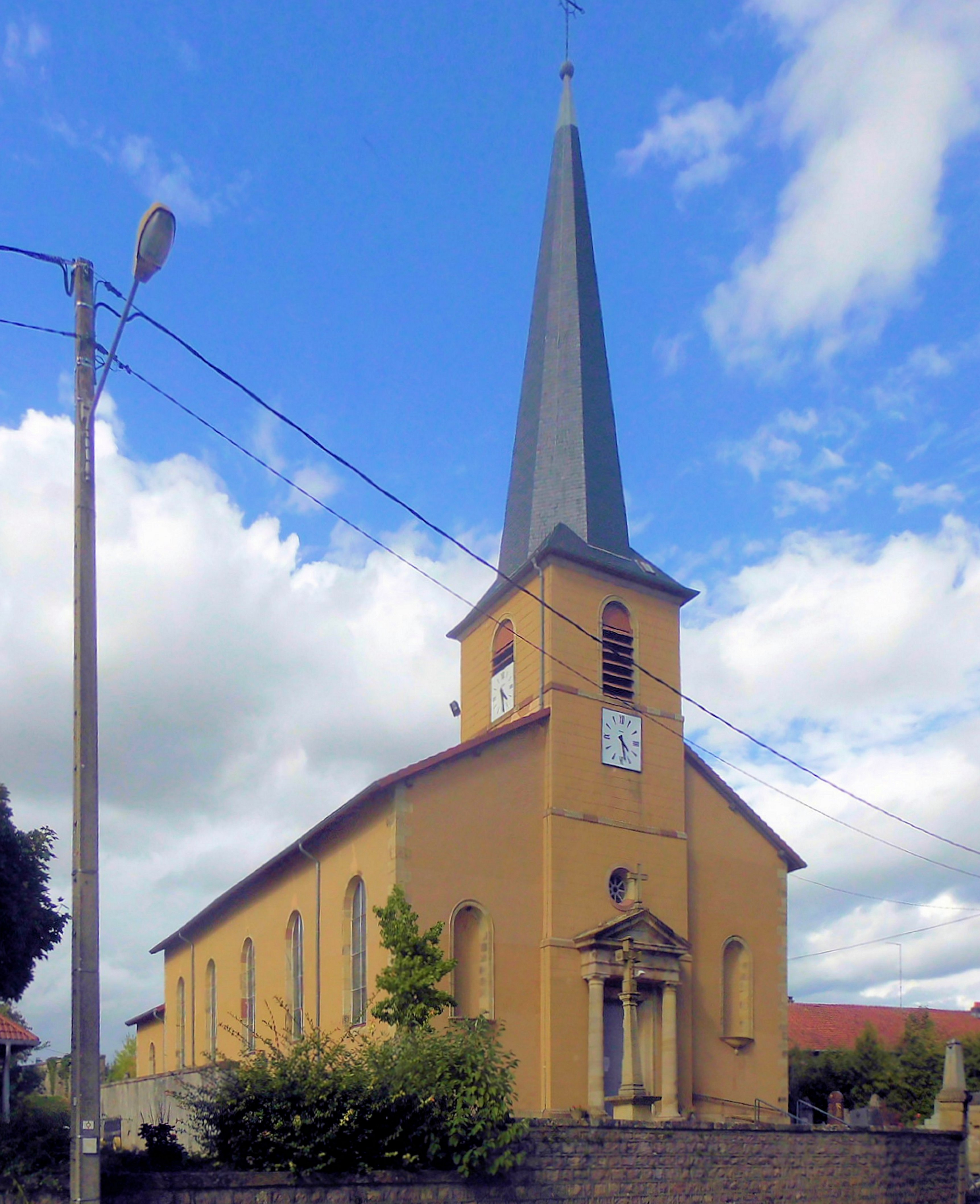
Kirche St. Bartholomäus
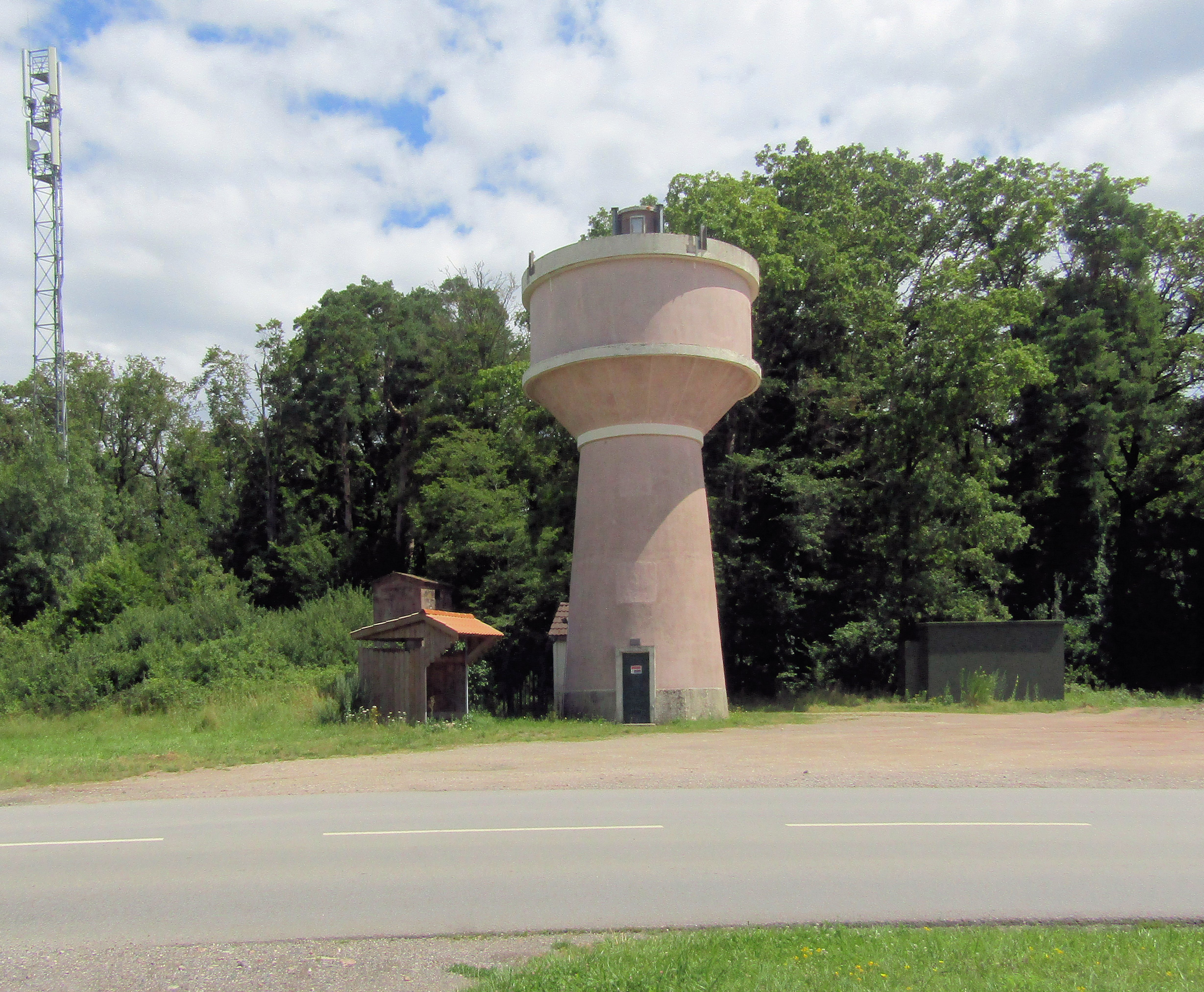
Wasserturm